# Oomela
Oomela is een geslacht van kevers uit de familie bladkevers (Chrysomelidae).
De wetenschappelijke naam van het geslacht werd in 1916 gepubliceerd door Arthur Mills Lea.

## Soorten
- Oomela storeyi Daccordi, 2003
- Oomela wollumbina Daccordi, 2003